# Coconut (canción)
"Coconut" es una canción novedad escrita y grabada por primera vez por el compositor y cantante estadounidense Harry Nilsson, lanzado como el tercer sencillo de su álbum de 1971 Nilsson Schmilsson. Estuvo 10 semanas en las tablas Billboard, alcanzando la posición 8.
En 1998, una versión fue lanzada por la cantante australiana Dannii Minogue como sencillo, alcanzando la posición 62 en la tabla de sencillos ARIA.

## Letra
La letra es cantada por cuatro personajes (el narrador, el hermano, la hermana, y el doctor), tres de los cuales (narrador, hermana, y el doctor) son cantadas en diferentes voces por Nilsson[cita requerida]. La canción narra la historia de una chica que tiene dolor de estómago y llama a su doctor, quien le prescribe una bebida. Con ayuda de su hermano, ellos preparan un brebaje que consiste en lima y coco. Cuando la hermana llama al doctor en la noche, el doctor (molesto por ser despertado por ello) se burla de ella y le recomienda que "ponga la lima en el coco y las beba juntas", y luego llame en la mañana.

## Música
No hay cambios de acordes en la canción: un C7 arpegiado acompaña la canción.

## Personal
De acuerdo a los créditos del LP de 1971:
- Harry Nilsson – vocalista
- Caleb Quaye – guitarra
- Ian Duck – guitarra acústica
- Herbie Flowers – bajo
- Jim Gordon – batería, percusión
- Roger Pope – batería